# Liste der Kulturdenkmale in Roitzsch (Dresden)
Die Liste der Kulturdenkmale in Roitzsch umfasst sämtliche Kulturdenkmale der Dresdner Gemarkung Roitzsch. Straßen und Plätze in der Gemarkung Roitzsch sind in der Liste der Straßen und Plätze in Roitzsch aufgeführt.

## Legende
- Bild: Bild des Kulturdenkmals, ggf. zusätzlich mit einem Link zu weiteren Fotos des Kulturdenkmals im Medienarchiv Wikimedia Commons. Wenn man auf das Kamerasymbol klickt, können Fotos zu Kulturdenkmalen aus dieser Liste hochgeladen werden:
- Bezeichnung: Denkmalgeschützte Objekte und ggf. Bauwerksname des Kulturdenkmals
- Lage: Straßenname und Hausnummer oder Flurstücknummer des Kulturdenkmals. Die Grundsortierung der Liste erfolgt nach dieser Adresse. Der Link (Karte) führt zu verschiedenen Kartendiensten mit der Position des Kulturdenkmals. Fehlt dieser Link, wurden die Koordinaten noch nicht eingetragen. Sind diese bekannt, können sie über ein Tool mit einer Kartenansicht einfach nachgetragen werden. In dieser Kartenansicht sind Kulturdenkmale ohne Koordinaten mit einem roten bzw. orangen Marker dargestellt und können durch Verschieben auf die richtige Position in der Karte mit Koordinaten versehen werden. Kulturdenkmale ohne Bild sind an einem blauen bzw. roten Marker erkennbar.
- Datierung: Baubeginn, Fertigstellung, Datum der Erstnennung oder grobe zeitliche Einordnung entsprechend des Eintrags in der sächsischen Denkmaldatenbank
- Beschreibung: Kurzcharakteristik des Kulturdenkmals entsprechend des Eintrags in der sächsischen Denkmaldatenbank, ggf. ergänzt durch die dort nur selten veröffentlichten Erfassungstexte oder zusätzliche Informationen
- ID: Vom Landesamt für Denkmalpflege Sachsen vergebene, das Kulturdenkmal eindeutig identifizierende Objekt-Nummer. Der Link führt zum PDF-Denkmaldokument des Landesamtes für Denkmalpflege Sachsen. Bei ehemaligen Kulturdenkmalen können die Objektnummern unbekannt sein und deshalb fehlen bzw. die Links von aus der Datenbank entfernten Objektnummern ins Leere führen. Ein ggf. vorhandenes Icon  führt zu den Angaben des Kulturdenkmals bei Wikidata.

## Liste der Kulturdenkmale in Roitzsch
| Bild                                    | Bezeichnung                                                                                     | Lage                                | Datierung | Beschreibung | ID       |
| --------------------------------------- | ----------------------------------------------------------------------------------------------- | ----------------------------------- | --- | --- | -------- |
|                                         | Wohnstallhaus, zwei Seitengebäude, Scheune und Toreinfahrt eines Vierseithofes sowie Stützmauer | Roitzscher Dorfstraße 1 (Karte)     | bezeichnet 1830 (Wohnstallhaus), bezeichnet 1923 (Scheune), bezeichnet 1830 (Seitengebäude), Wohnstallhaus und Seitengebäude bezeichnet 1830, Scheune (Bauernhof) | Wohnstallhaus mit verputztem Fachwerkobergeschoss und Krüppelwalmdach, westliches massives Seitengebäude mit Kumthalle, Scheune massiv und mit Krüppelwalmdach, südliches Seitengebäude mit Fachwerk im Obergeschoss und Satteldach, Stützmauer an der Straße im südlichen Bereich des Grundstückes, charakteristische, ortsbildprägende Anlage, als Zeugnis ländlicher Architektur und Volksbauweise baugeschichtlich von Bedeutung, als Teil des historischen Dorfkerns von Roitzsch ortsgeschichtlich und stadtentwicklungsgeschichtlich von Belang | 09283168 |
|                                         | Wohnstallhaus und Seitengebäude eines Vierseithofes sowie etwas außerhalb gelegene Scheune      | Roitzscher Dorfstraße 2; 2c (Karte) | bezeichnet 1830 (Wohnstallhaus), 2. H. 19. Jh., kleine Scheune (Scheune)                                                                                          | Wohnstallhaus und Seitengebäude mit Fachwerkobergeschoss, westlich des Wohnstallhauses gelegene kleine Scheune mit tonnengewölbtem Rübenkeller, trotz mancher baulicher Veränderungen markantes ländliches Ensemble, baugeschichtlich und ortsgeschichtlich bedeutend | 09283164 |
|                                         | Wohnstallhaus, Seitengebäude, Torhaus und Scheune eines Vierseithofes                           | Roitzscher Dorfstraße 3 (Karte)     | 19. Jh. (Wohnstallhaus) | bemerkenswerte Hofanlage, Wohnstallhaus, Seitengebäude und Torhaus mit Fachwerk im Obergeschoss und Satteldächern, Scheune massiv, als authentisches Zeugnis ländlicher Architektur und Volksbauweise baugeschichtlich von Bedeutung, als Teil des historischen Dorfkerns von Roitzsch ortsgeschichtlich und stadtentwicklungsgeschichtlich von Belang | 09283165 |
| Direkt Bild zu diesem Denkmal hochladen | Wohnhaus eines Bauernhofes                                                                      | Roitzscher Dorfstraße 4 (Karte)     | 1. Hälfte 19. Jh. (Bauernhaus) | hofzugewandte Seite mit Fachwerkobergeschoss, hofabgewandte Seite und Giebel massiv, Krüppelwalmdach, als Zeugnis ländlicher Architektur und Volksbauweise baugeschichtlich von Bedeutung, als Teil des historischen Dorfkerns von Roitzsch ortsgeschichtlich und stadtentwicklungsgeschichtlich von Belang | 09283167 |
|                                         | Wohnstallhaus, Scheune und Seitengebäude eines Dreiseithofes                                    | Roitzscher Dorfstraße 5 (Karte)     | bezeichnet 1829 (Wohnstallhaus) | Wohnstallhaus und Seitengebäude mit Fachwerkobergeschoss, Wohnhaus mit Schleppdach, Scheune verbrettert und rückwärtig abgeschleppt, als Zeugnis ländlicher Architektur und Volksbauweise baugeschichtlich von Bedeutung, als Teil des historischen Dorfkerns von Roitzsch ortsgeschichtlich und stadtentwicklungsgeschichtlich von Belang | 09283166 |
| Direkt Bild zu diesem Denkmal hochladen | Seitengebäude, zwei Scheunen und Toreinfahrt eines Vierseithofes                                | Roitzscher Dorfstraße 6; 6a (Karte) | bezeichnet 1877 (Seitengebäude), bezeichnet 1905 (nördliche Scheune)                                                                                              | zeittypische Wirtschaftsbauten, massiv mit Putzfassaden und Satteldächern, Seitengebäude mit Kumthalle, straßenseitige Scheune mit den ortstypischen ziegelversetzten Rundbogenöffnungen, charakteristische, ortsbildprägende Anlage, als Zeugnis ländlicher Architektur und Volksbauweise baugeschichtlich von Bedeutung, als Teil des historischen Dorfkerns von Roitzsch ortsgeschichtlich und stadtentwicklungsgeschichtlich von Belang | 09283163 |
| Direkt Bild zu diesem Denkmal hochladen | Wohnhaus                                                                                        | Roitzscher Dorfstraße 7 (Karte)     | nach 1800 (Bauernhaus) | kleiner ländlicher Wohnbau mit Fachwerkobergeschoss und holzverschalten Giebeln, als Zeugnis ländlicher Architektur und Volksbauweise baugeschichtlich von Bedeutung, als Teil des historischen Dorfkerns von Roitzsch ortsgeschichtlich und stadtentwicklungsgeschichtlich von Belang | 09283169 |